# Nacio Herb Brown
Nacio Herb Brown est un compositeur et acteur américain né le 22 février 1896 à Deming, Nouveau-Mexique (États-Unis), mort le 28 septembre 1964 à San Francisco (États-Unis).

## Biographie
Principalement connu pour être, en 1929, le compositeur de la chanson Singin' in The Rain qui inspira le film homonyme de Stanley Donen et Gene Kelly (1952), dont il composa la plupart des autres chansons.
Il est inhumé à l'Inglewood Park Cemetery à Inglewood.

## Filmographie

### comme compositeur
- 1929 : Broadway Melody (The Broadway Melody), de Harry Beaumont
- 1930 : Lord Byron of Broadway
- 1930 : Montana Moon
- 1930 : Whoopee!
- 1931 : One Heavenly Night
- 1931 : Millie
- 1933 : Take a Chance de Monte Brice
- 1933 : Danseuse étoile (Stage Mother) de Charles Brabin
- 1934 : Hollywood Party
- 1934 : Student Tour
- 1935 : La Naissance d'une étoile (Broadway Melody of 1936)
- 1935 : Une nuit à l'opéra (A Night at the Opera)
- 1937 : Le Règne de la joie (Broadway Melody of 1938)
- 1939 : Place au rythme (Babes in Arms)
- 1948 : Dans une île avec vous (On an Island with You)
- 1949 : Secret de femme (A Woman's Secret)
- 1952 : Chantons sous la pluie (Singin' in the Rain)

### comme acteur
- 1929 : The Broadway Melody : Pianiste